# Diprotodon
Diprotodon ist eine ausgestorbene Säugetiergattung und das größte bekannte Beuteltier, das jemals gelebt hat. Seine nächsten Verwandten sind die Wombats. Wie diese gehörte es zur Ordnung Diprotodontia. Die Gattung starb im Zuge einer Aussterbewelle am Ende des Pleistozäns zusammen mit zahlreichen weiteren australischen Großsäugern aus.

## Aussehen
Oberflächlich ähnelten Diprotodons Nashörnern ohne Horn. Klauen an den Füßen deuten an, dass sie wahrscheinlich nach Wurzeln gruben. Merkmale des Schädels weisen auf einen kurzen Rüssel hin. Die größte Art Diprotodon optatum (Riesenwombat) erreichte eine Schulterhöhe von bis zu 2 m, eine Körperlänge von über 3 m und ein Gewicht von bis zu 2786 kg; Diprotodon minor war etwa ein Drittel kleiner.

## Verbreitung
Fossile Überreste von Diprotodons sind in fast ganz Australien, besonders im Süden des Kontinents, mit Ausnahme Tasmaniens, gefunden worden. Allerdings ist die Art auf King Island, das nahe bei Tasmanien liegt, belegt. Die bekanntesten Funde von Diprotodons stammen aus den Salzsümpfen des Callabonna-Salzsees im Süden Australiens, wo sie zusammen mit Donnervögeln entdeckt wurden. Diprotodons lebten im Pleistozän vor 1,6 Mio. Jahren und starben vor ungefähr 45.000 bis 25.000 Jahren aus. Im späten Pleistozän existierten zwei Arten nebeneinander, doch während Diprotodon optatum fast überall in Australien gefunden wurde, scheint Diprotodon minor auf den Südostteil beschränkt gewesen zu sein.

## Ernährung und Lebensweise

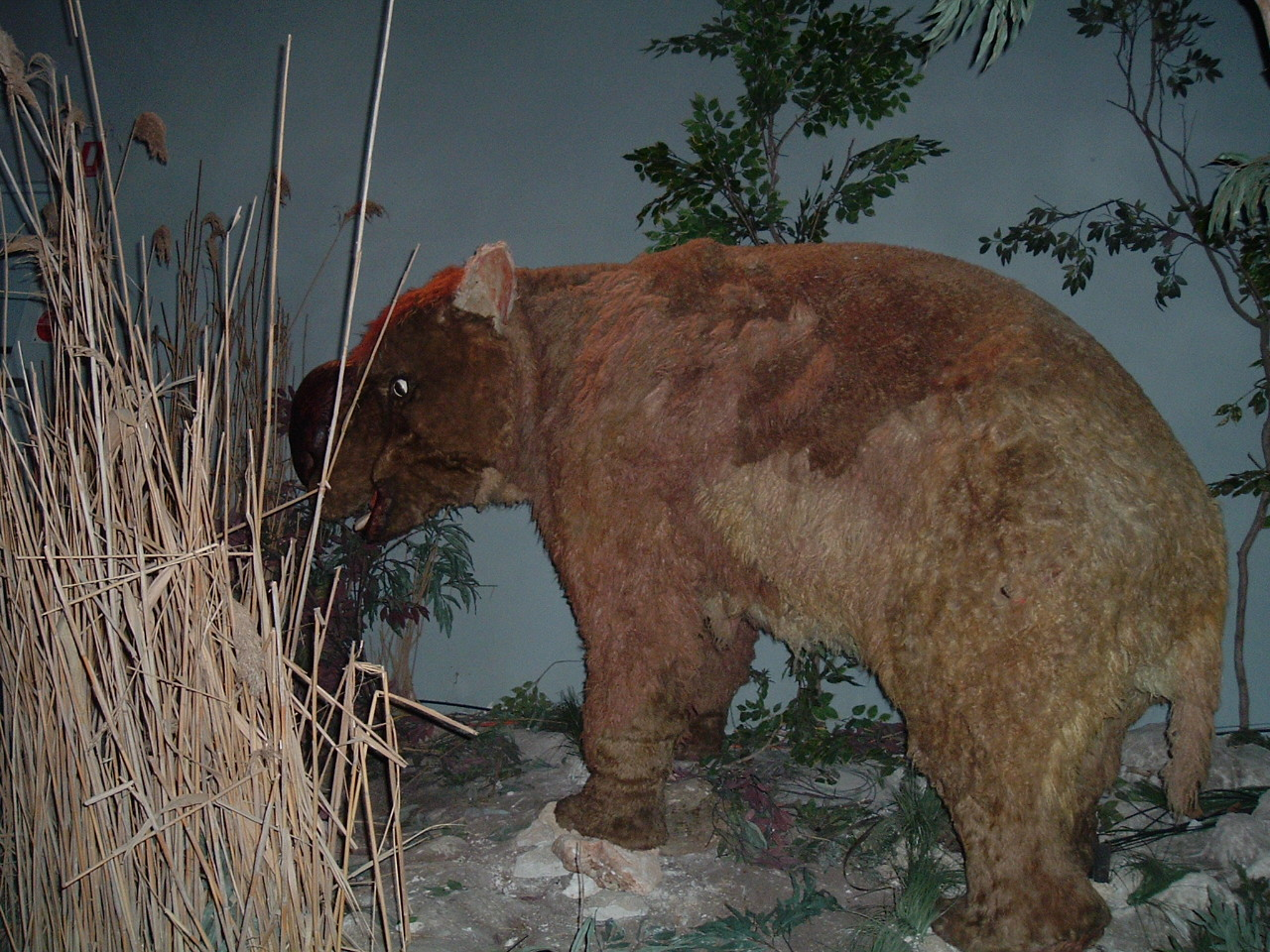
Lebendrekonstruktion von Diprotodon optatum

Diprotodon war ein Pflanzenfresser, der sich von Blättern, Zweigen, Rinde und Wurzeln ernährt haben dürfte. Wahrscheinlich ernährte er sich vor allem von rauen und stacheligen Pflanzen. Aus gut erhaltenen Mageninhalten von Funden am Callabonnasee ist bekannt, dass Diprotodon Salzkräuter (Salsola) und andere Fuchsschwanzgewächse fraß. Die Tiere bewohnten vermutlich vor allem offenes Buschland und Savannengebiete. Da mehrere Skelette zusammen gefunden worden sind, wird angenommen, dass sie in Gruppen lebten. Es waren Beuteltiere, deren Beutel sich wie bei den Wombats nach hinten öffnete. Zu den Fressfeinden von Diprotodon gehörte vermutlich Megalania.

## Aussterben
Die letzten Diprotodons verschwanden am Ende des Pleistozäns, etwa gleichzeitig mit einem Klimawandel und dem erstmaligen Erscheinen des Menschen in Australien. Es ist bis heute umstritten, ob der Mensch für das Verschwinden der Diprotodons verantwortlich ist. Lange machte man den rasanten Klimawandel am Ende der letzten Kaltzeit dafür verantwortlich. Die Erwärmung verschob die Niederschlagszonen, die Gletscher schmolzen und der Meeresspiegel stieg. Einige Wissenschaftler vertreten die Theorie, dass sich viele Tierarten, darunter auch die Diprotodons, nicht schnell genug an die neuen Umweltbedingungen anpassen konnten.